# Handdator

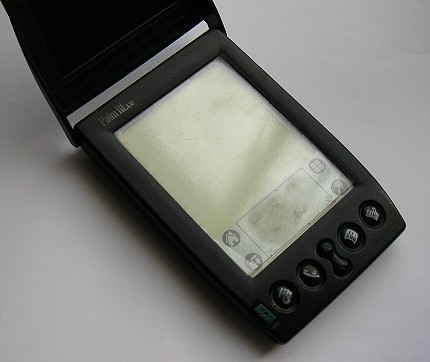
Handdator från Palm

En handdator eller fickdator (engelska: personal digital assistant, PDA) är en dator liten nog att ha i handen eller fickan. Till skillnad mot en vanlig dator har handdatorn ofta inget tangentbord utan inmatningen sker med en pekpinne på skärmen. En fickdator däremot är utrustad med ett litet tangentbord, så dessa mer liknar en bärbar dator i mindre form. 
De första applikationerna innehåller bland annat en GPS (navigationssystem), IM (Instant messaging) och Wifi (trådlöst internet).
Handdatorer blev ovanligare efter början av 2000-talet. Vid den tiden utvecklades smarta mobiltelefoner (och surfplattor) som integrerade datortekniken i ett mindre skal och dessutom kunde användas som telefon och musikspelare.

## Exempel på handdatorer
- Newton (PDA)
- REX 5000
- REX 6000
- Palm (PDA)
- Pocket Pc
- Psion
- Wizard